# 严打
严厉打击刑事犯罪活动，简称严打，为中华人民共和国多次实施的以打击刑事犯罪活动为目标的运动。第一次嚴打自1983年7月開始席捲中國大陸。迄今為止共出现过四次「严打」，分別為1983年、1996年、2001年、2010年。第一次也是最大的1983年严打是最令社会记忆深刻的一次严打。

## 1983年严厉打击刑事犯罪活动
文革过后，大批知识青年返城，城市里本身又遗留大量待业青年。十年动乱又彻底破坏了传统道德秩序，文革中红卫兵可以随意“砸烂公检法”，破坏了法治观念，使得大量流氓团伙出现。流氓团伙可以光天化日调戏妇女、偷窃抢劫。在1983年严打以前，整个社会已经是妇女不敢单独上夜班、父母不敢让小孩出门的混乱状况。

## 1996年严打
90年代，由于处于经济、社会、文化的转型期，再加上港台犯罪文化引入、西方犯罪题材影视作品和相关生活方式的影响，社会上拜金、欲求犯罪的风气渐发浓烈。社会又出现了改革开放以来的又一个犯罪高峰。这一时期也是许多经典犯罪电影的取材对象，主要形态以涉枪犯罪、毒品犯罪和黑社会团伙犯罪引发的大案频出。

## 2001年严打
2001年严打与第二次相关，经过1996年的第二次严打，犯罪率又开始稍微反弹，进入21世纪以来，贫富差距与社会压力大，治安恶化现象加剧。震动全国的石家庄“3·16”特大爆炸案，促使2001年4月中央拍板开始第三次全国范围严打行动。

## 2010年严打整治
2010年6月13日，中华人民共和国公安部召开全国公安机关“2010严打整治行动”动员部署电视电话会议，决定自2010年6月13日开始为期7个月的“2010严打整治行动”。会上，公安部党委委员、副部长张新枫作动员部署，公安部党委委员、副部长黄明主持会议。张新枫指出：
各级公安机关要坚持下好先手棋、打好主动仗，因地制宜、突出重点，有针对性地组织开展严打整治行动。一要进一步强化严打措施，加大侦查破案力度。严厉打击严重影响群众安全感的个人极端暴力犯罪、涉枪涉爆犯罪、黑恶势力犯罪，严厉打击群众反映强烈、深恶痛绝的电信诈骗犯罪、拐卖儿童妇女犯罪、“两抢一盗”犯罪和“黄赌毒”等违法犯罪。二要进一步强化整治措施，加大社会治安整治力度。按照中央综治委的统一部署，深入推进社会治安重点地区排查整治工作，以“城中村”、城乡结合部、案件多发易发等区域为重点，集中整治治安突出问题。三要进一步强化巡控措施，加大社会面巡逻防控力度，扩大巡逻防控范围、延伸巡逻防控触角、从严从紧落实社会面治安管控措施。四要进一步强化源头预防措施，加大社会矛盾化解力度。要在党委、政府的领导下，深入重点地区、重点单位和重点群体，排查矛盾纠纷，配合有关部门和单位，努力把矛盾化解在基层、解决在萌芽状态。

## 延伸阅读
- 屈名胜（湖北省前锋律师事务所律师），八三年严打斗争的回顾与思考、我也参加了严打斗争，湖北省前锋律师事务所网站博客